# Cryptocanthon
Cryptocanthon là một chi bọ cánh cứng thuộc họ Scarabaeidae.